# Parco regionale dell'Alto Appennino Modenese
Il parco regionale del Frignano, detto anche parco regionale dell'Alto Appennino Modenese, è un'area naturale protetta con una superficie di 15.000 ettari di cui 9.000 sopra i 1.000 m s.l.m. a ridosso del crinale.

## Storia
Il parco è stato istituito nel 1988 ma è operativo dal 1991. Ha sede a Pievepelago ed è stato costituito grazie alla cooperazione di varie istituzioni: la Provincia di Modena, le Comunità montana del Frignano e di Modena Ovest (ora Unione di comuni montani Valli Dolo, Dragone e Secchia) ed i Comuni di Fanano, Fiumalbo, Frassinoro, Montecreto, Pievepelago, Riolunato e Sestola.

## Flora
Le specie e varietà vegetali osservabili nel parco sono molte, alcune rare: abete rosso (Picea abies), Faggio (Fagus sylvatica), Abete bianco (Abies alba), Acero montano (Acer pseudoplatanus), Ontano bianco (Alnus incana), Cerro (Quercus cerris), Maggiociondolo (Laburnum alpinum), Salicone (Salix caprea), Sorbo degli uccellatori (Sorbus aucuparia), Fior di stecco (Daphne mezereum), Barba di becco (Aruncus dioicus), Sambuco rosso (Sambucus racemosa); alcune specie di rosa tra cui la Rosa pendulina e la Rosa canina. Inoltre si nota la presenza del mirtillo buono (Vaccinium myrtillus), tipico delle brughiere di altitudine, dove dà luogo ad ampie associazioni vegetali denominate "vaccinieti". Sono presenti inoltre alcune orchidee tra cui la Orchis maculata. Infine si possono incontrare la Epipactis helleborine, l'Impatiens noli-tangere, la Pulmonaria vallarsae, il Phyteuma ovatum, la Gentiana asclepiadea. Le Felci sono rappresentate dalla Athyrium filix-foemina, dalla Dryopteris filix-mas e dalla piccola Asplenium trichomanes. 
Nelle faggete si possono trovare l'Ajuga reptans, l'Anemone nemorosa, l'Epilobium montanum, lo Hieracium sylvaticum, il Geranium robertianum, il Geranium nodosum, il Luzula pedemontana, il Luzula nivea, la Prenanthes purpurea e la Veronica urticifolia. Nelle radure del bosco si possono incontrare il Doronicum austriacum, l'Epilobium angustifolium, il Rubus idaeus (lampone), il Senecio fuchsii e la Solidago virga-aurea.

## Fauna
La fauna del parco è assai ricca. Tra i mammiferi, sono presenti: il riccio, lo scoiattolo, la talpa, il moscardino, il ghiro, la volpe, l'istrice, la faina, la donnola, il cinghiale, il capriolo, il muflone, il daino, il cervo, ma anche la marmotta alpina, introdotta (negli anni cinquanta) nel gruppo del monte Rondinaio e del monte Giovo, e la rara arvicola delle nevi. Inoltre, da alcuni anni è presente il lupo appenninico. 

Le specie ornitologiche sono innumerevoli, sia stanziali che di passo: da segnalare, in particolare, la presenza, nel gruppo Rondinaio-Giovo, dell'Aquila Reale, mentre a settembre avviene il passaggio del Piviere tortolino. Ma molti altri rapaci sono presenti: Allocco, Poiana, Astore, Gheppio, Sparviero, Falco pellegrino, Barbagianni, Gufo comune e Gufo Reale. Sporadico il Biancone, così come il Lanario e il Lodolaio. Tra le altre specie, sono presenti: il Picchio Muratore e Muraiolo, il Merlo, il Tordo bottaccio, la Rondine, il Rondone, l'Allodola, il Fringuello, il Regolo, l'Averla piccola, il Ciuffolotto, la Cinciarella, la Cincia bigia, il Pigliamosche, la Ghiandaia, la Pernice rossa, la Coturnice, il Fagiano comune, il Fiorrancino, l'Airone cenerino, il Corvo imperiale, la Taccola, il Fanello, il Cuculo, il Saltimpalo e la Ballerina gialla. Presente lungo i corsi d'acqua il Merlo acquaiolo, mentre il Codirossone, il Sordone, il Culbianco e lo Spioncello sono tipici delle zone aperte di alta quota. Osservati sporadicamente il Fringuello alpino e il Merlo dal collare.

## Luoghi d'interesse
Fiore all'occhiello del parco la presenza del monte Cimone (2165 m s.l.m.), massima vetta dell'Appennino settentrionale, e il vicino orto botanico con numerose varietà protette di fiori spontanei.